# أستر تسفاي
أستر تسفاي (مواليد 27 أكتوبر 1990) عداءة مسافات طويلة بحرينية متخصصة في سباقات الماراثون. تنافست في سباق الماراثون في بطولة العالم لألعاب القوى 2015 في بكين بالصين.

## روابط خارجية
- أستر تسفاي على موقع الاتحاد الدولي لألعاب القوى (الإنجليزية)